# Calydon (gênero)
Calydon é um gênero de coleóptero da tribo Callidiini (Cerambycinae); compreende apenas duas espécies distribuídas na Argentina e Chile.

## Sistemática
- Ordem Coleoptera
  - Subordem Polyphaga
    - Infraordem Cucujiformia
      - Superfamília Chrysomeloidea
        - Família Cerambycidae
          - Subfamília Cerambycinae
            - Tribo Callidiini
              - Gênero Calydon (Thomson, 1864)
                - Calydon globithorax (Fairmaire & Germain, 1861)
                - Calydon submetallicum (Blanchard, 1851)